# Johann Beringer

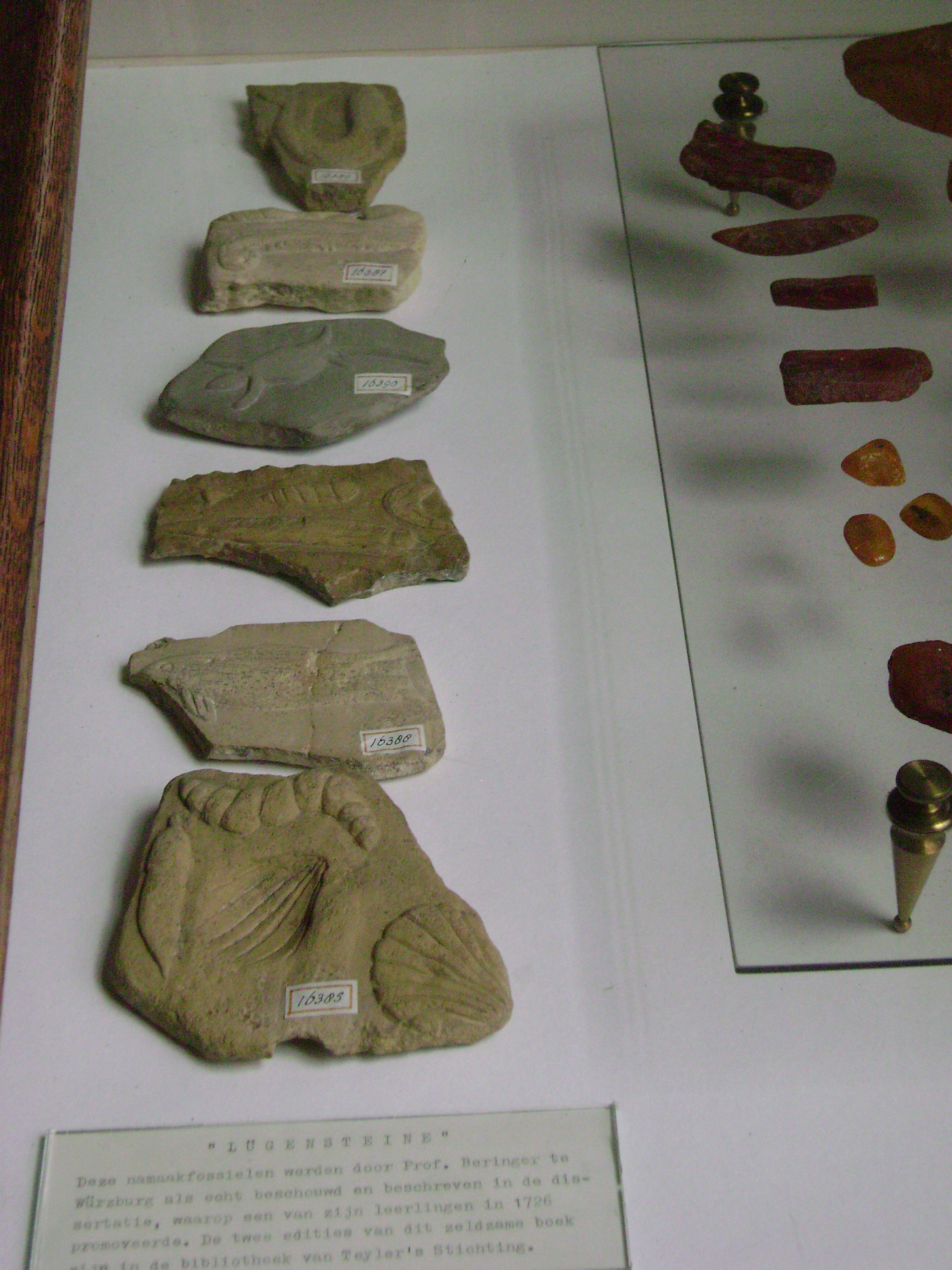
Niektóre ze sfałszowanych skamieniałości, eksponat Teylers Museum w Haarlemie

Johann Beringer (ur. 1667, zm. w 1740) – niemiecki lekarz i paleontolog, znany jako ofiara jednego z najgłośniejszych oszustw w naukach przyrodniczych.

## Życiorys
Beringer był profesorem i dziekanem wydziału medycyny uniwersytetu w Würzburgu oraz osobistym lekarzem arcybiskupa von Huttena, jednak zajmował się przede wszystkim badaniem triasowych skamieniałości występujących wokół miasta. Efekty wieloletnich poszukiwań zamieścił w wydanej przez siebie książce Lithographiæ Wirceburgensis (1726). Dopiero po wydaniu dzieła życia dowiedział się, że wiele okazów znalezionych i opisanych przez niego, zostało wyrzeźbionych i podrzuconych na pola przez niechętnych mu dwóch uczonych z Würzburga: Rodericka i Eckharta. Oprócz prawdziwych skamieniałości, w kolekcji opublikowanej przez Beringera znalazły się takie falsyfikaty jak: kwiat z podlatującą do niego pszczołą, pszczoła przy plastrze miodu, pająk z pajęczyną, pająk atakujący muchę na pajęczynie, opierzone ptaki, ptak wysiadujący jajka itp. Przyjęcie przez Beringera tych okazów za oryginalne skamieniałości było możliwe zarówno ze względu na fakt, iż ogólna wiedza o tworzeniu się skamieniałości była wówczas niewielka, jak i fakt, iż była to pierwsza publikacja tego badacza o skamieniałościach, nie miał więc on dużego doświadczenia w tej dziedzinie. Nawet znalezienie przez niego płytek kamiennych z imieniem Boga napisanym po hebrajsku, arabsku i łacinie nie uwidoczniło mu oszustwa, które spostrzegł dopiero po publikacji. Zdawał sobie tylko sprawę z unikatowości swojej kolekcji, o czym pisał w swym dziele: „Te wspaniałe okazy stanowią najpełniejszy skarbiec kamieni w całych Niemczech” i „Wątpię, czy kiedykolwiek ukaże się oczom uczonego-przyrodnika odkrycie bardziej radujące serce”.
Na rozprawie sądowej, która na jego prośbę miała miejsce po odkryciu fałszerstwa, udowodniono, kto był zamieszany w produkcję i dystrybucję falsyfikatów, i oczyszczono Beringera z zarzutu nieuczciwości, jednak jego reputacja naukowca została nadwerężona. Po odkryciu fałszerstwa próbował wykupić cały nakład książki, jednak bez pełnego sukcesu.
Oprócz tego dzieła Beringer wydał dwie prace medyczne przed 1726 i dwie kolejne książki medyczne po aferze z falsyfikatami.
Falsyfikaty opisane przez Beringera nazwano później kłamliwymi kamieniami (Lügensteine) i do dziś są one poszukiwanym eksponatami wielu muzeów i kolekcji. Znajdują się m.in. w zbiorach Instytutu Geologiczno-Paleontologicznego uniwersytetu w Würzburgu i w zbiorach muzeów historii naturalnej Londynu i Berlina, a ich reprodukcje zamieszcza wiele podręczników paleontologii, jako specyficzne ostrzeżenie przed pochopnością w badaniach naukowych. Duży rozgłos falsyfikatów i liczne legendy wokół całej sprawy spowodowały, że w 1767 wydano pośmiertny reprint dzieła Beringera.